# 고운남측도서관
고운남측도서관은 세종특별자치시에 있는 시립 도서관이다.

## 연혁
- 2014년 6월 : 고운남측 도서관 설치 공사
- 2018년 10월 : 고운남측 도서관 개관

## 조직

### 시설 안내
- 지하1층 : 지하주차장, 기계실, 전기실
- 3층 : 종합자료실, 어린이열람실, 유아열람실, 디지털자료실, 일반열람실, 사무실, 보존서고